# Dingo (groupe)
Dingo est un groupe de rock finlandais formé en 1982 autour du chanteur Pertti Neumann (né le 11 octobre 1959 à Pori). Il est considéré comme l'un des groupes de musique les plus populaires de Finlande[réf. nécessaire].
Sa chanson la plus célèbre, Autiotalo, a été reprise en anglais sous le titre The House Without a Name.

## Discographie
Albums
- Nimeni On Dingo (1984)
- Kerjäläisten valtakunta (1985)
- Pyhä klaani (1986)
- Tuhkimotarina (1993)
- Sinä & Minä (1993)
- Via Finlandia (1994)
- Purppuraa (2005)
- Humisevan harjun paluu (2008)

Compilations
- Tuhkimotarina (1993)
- Sinä & Minä (1993)
- 20 suosikkia - Autiotalo (1997)
- Parhaat (1999, 2CD)
- Dingomania (2004, 2CD)
- Tähtisarja – 30 suosikkia (2006, 2CD)
- Kunnian päivät 1983–1986 (2006, 3CD + DVD)
- Sound Pack 2CD+DVD (2010) (2CD+DVD)
- Autiotalon aarteet (2017)

## Sources
- Site officiel
- Myspace